# Tadeusz Chwałka
Tadeusz Henryk Chwałka (ur. 3 maja 1953 w Żorach, zm. 11 listopada 2015 w Stobiecku Szlacheckim) – polski działacz związkowy, w latach 2010–2015 przewodniczący Forum Związków Zawodowych.

## Życiorys
Z wykształcenia socjolog, ukończył studia na Uniwersytecie Śląskim w Katowicach.
Pracował w branży górniczej, był zatrudniony w dozorze w Kopalni Węgla Kamiennego Jankowice. W 1989 współtworzył związek zawodowy „Kadra”. W latach 1998–2006 przewodniczył tej organizacji. W 1991 był jednym z założycieli Porozumienia Związków Zawodowych „Kadra”. W 2001 znalazł się w komitecie założycielskim Forum Związków Zawodowych. Organizacja ta, zarejestrowana w 2002, stała się jedną z trzech ogólnopolskich central związkowych wchodzących w skład tzw. komisji trójstronnej. Tadeusz Chwałka pełnił w niej od początku funkcję wiceprzewodniczącego, a w 2010 został przewodniczącym FZZ, zastępując Wiesława Siewierskiego. Powołany również m.in. w skład rady nadzorczej Zakładu Ubezpieczeń Społecznych. W październiku 2015 z ramienia FZZ został członkiem nowo powstałej Rady Dialogu Społecznego.
11 listopada 2015, wracając z Warszawy z obchodów Narodowego Święta Niepodległości, zginął w wypadku samochodowym w miejscowości Stobiecko Szlacheckie.